# Donetskaja Respoeblika
De Donetskaja Respoeblika (Russisch: Донецкая республика; Nederlands: Republiek Donetsk) is een pro-Russische separatistische beweging opgericht op 9 december 2005, die streeft naar de afscheiding van oblast Donetsk van Oekraïne. Op 7 april 2014 heeft zij de volksrepubliek Donetsk uitgeroepen. Sindsdien heeft ze politiebureaus en gebouwen van de inlichtingendiensten weten in te nemen.

## Geschiedenis

### Voor de Russische invasie
De organisatie 'Republiek Donetsk' werd aanvankelijk op 6 december 2005 door Andrej Purgin, Aleksander Tsurkan en Oleg Frolov als stadsorganisatie (Donetsk) opgericht, om drie dagen later, op 9 december, met de hulp van Gennady Prytkov, als regionale organisatie (Oblast Donetsk) voort te gaan.
Het belangrijkste doel was om voor de oostelijke gebieden van Oekraïne een speciale status te verkrijgen. Ze wilden de 'oranjerevolutie-plaag' van president Viktor Joesjtsjenko bestrijden. Volgens een kaart die ze in 2006 publiceerden, zou de Federale Republiek Donetsk de Oekraïense oblasten Charkov, Loehansk, Donetsk, Dnjepropetrovsk, Zaprizja en Cherson omvatten. Hun bijeenkomsten werden tot 2014 door gemiddeld 30-50 mensen bezocht.
Tussen 17 en 22 november 2006 hielden de leden protestacties in Donetsk en verzamelden handtekeningen voor de creatie van de republiek Donetsk. Hun activiteiten kregen geen steun van premier Viktor Janoekovytsj.
In het begin van 2007 hielden vertegenwoordigers van de organisatie een aantal activiteiten in diverse steden in Oost-Oekraïne om hun denkbeelden over separatisme en het maken van een federale staat te propageren.
In november 2007 werd de groep door het regionaal tribunaal verboden op grond van separatisme. Ondanks dat ging de partij door met het houden van bijeenkomsten.

### Russische invasie
In 2014 stichtte de organisatie de volksrepubliek Donetsk, die door de regering van Oekraïne een terroristische organisatie wordt genoemd.
De leider van de groep, Andrej Purgin, werd door de veiligheidsdienst van Oekraïne gearresteerd tijdens de pro-Russische opstanden in 2014.
De partij won de algemene verkiezingen in de Donbass van 2014 met 68,53% van de stemmen en kreeg 68 zetels. De communistische partij van de republiek kwam ook in het parlement.
In de weken voor het uitstel van de lokale verkiezingen van 2015 (tot februari 2016) was 90% van de advertenties en andere publiciteitsmiddelen afkomstig van de partij Donetskaja Respoeblika.